# Yre
Die Yre (auch Ire geschrieben) ist ein kleiner Fluss in Frankreich, der im Département Sarthe in der Region Pays de la Loire verläuft. Sie entspringt im nordwestlichen Gemeindegebiet von Beaumont-Pied-de-Bœuf, entwässert in einem Bogen über Südost nach Südwest und mündet nach rund 18 Kilometern im Gemeindegebiet von Montval-sur-Loir als rechter Nebenfluss in den Loir. In ihrem Mündungsabschnitt wird die Yre von der Bahnstrecke Tours–Le Mans und der hier abzweigenden Bahnstrecke Chartres–Bordeaux begleitet.

## Orte am Fluss
(Reihenfolge in Fließrichtung)
- La Couetterie, Gemeinde Beaumont-Pied-de-Bœuf
- Beaumont-Pied-de-Bœuf
- La Marmouchère, Gemeinde Flée
- Coupaille, Gemeinde Luceau
- Château-du-Loir, Gemeinde Montval-sur-Loir
- Montabon, Gemeinde Montval-sur-Loir

## Sehenswürdigkeiten
- Menhir du Perray, Menhir am Flussufer bei Le Perray, Gemeinde Beaumont-Pied-de-Bœuf – Monument historique[4]
- Stadtturm, Teil der ehemaligen Befestigungsanlage aus dem 15. Jahrhundert am Flussufer, in Beaumont-Pied-de-Bœuf – Monument historique[5]
- Ring-Lokschuppen, aus der Zeit Ende des 19. Jahrhunderts, an der Bahnstrecke, im Mündungsabschnitt bei Montabon, Gemeinde Montval-sur-Loir – Monument historique[6]

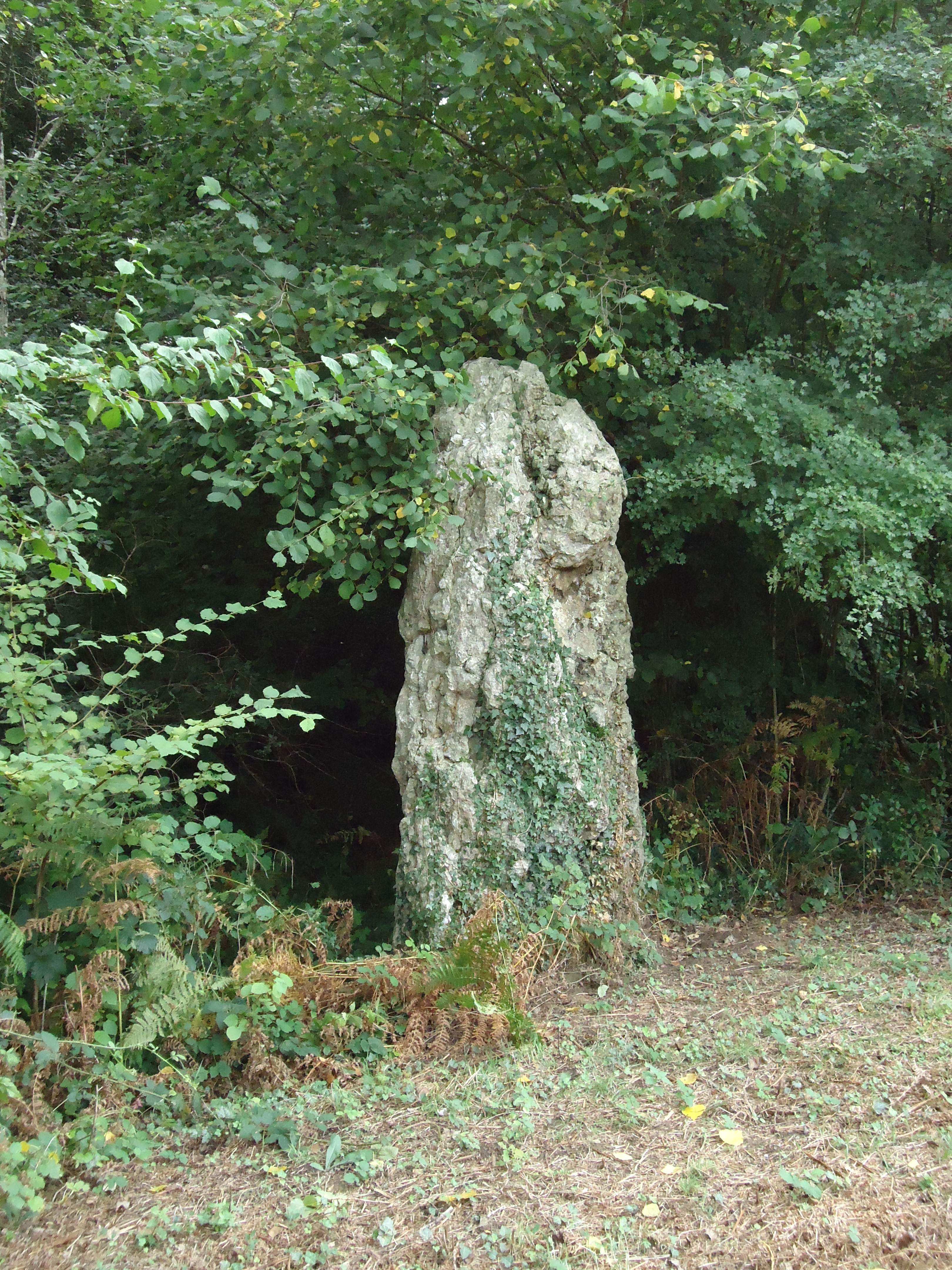
Menhir
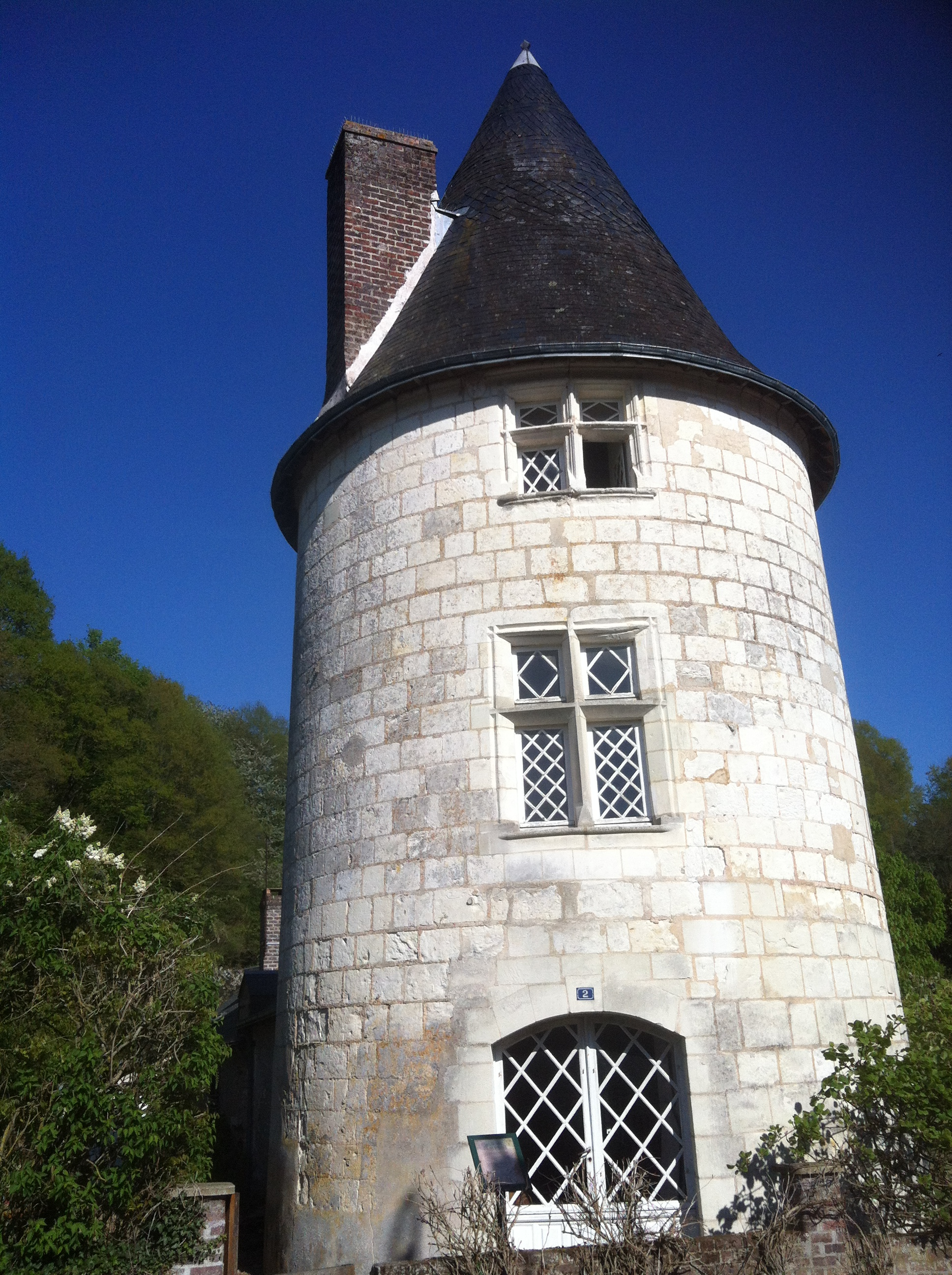
Stadtturm
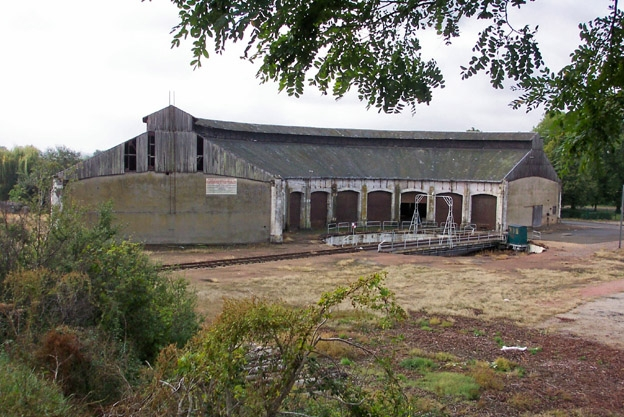
Ring-Lokschuppen